# Низовцев, Николай Федосиевич
Николай Федосиевич Низо́вцев (Низовцо́в) (бел. Мікалай Фядосіевіч Нізоўцаў; 1896, Великий Устюг, Вологодская губерния, Российская империя — 8 февраля 1938, Минск, БССР) — советский белорусский государственный деятель, Народный комиссар земледелия БССР (1937).

## Биография
Родился в 1896 году в г. Великий Устюг Вологодской губернии в семье служащего.
Член ВКП(б) с 1918 года.
С 26 апреля 1937 года — Народный комиссар земледелия БССР.
Н. Ф. Низовцеву месте с первым секретарем ЦК КП(б)Б В. Ф. Шаранговичем и вторым секретарем ЦК КП(б)Б Н. М. Денискевичем было поручено ликвидировать последствия антикрестьянской политики прежнего руководства республики («принудительная реорганизация десятков колхозов в совхозы»). 27 июля 1937 года в постановлении ЦК ВКП(б) «О руководстве ЦК КП(б) Белоруссии» отмечалось, что Шарангович, Денискевич, Низовцев «не только не выполнили этого задания ЦК ВКП(б), но не приступили к его выполнению», их деятельность характеризовалась «вредительской и враждебной в отношении советской власти и белорусского народа».
Освобожден от должности 29 июля 1937 года постановлением Пленума ЦК КП(б)Б.
4 февраля 1938 года арестован в Минске по адресу: ул. К. Маркса, д. 2, кв. 8. Исключен из ВКП(б) и 8 февраля осужден внесудебным органом НКВД как "участник антисоветской диверсионно-террористической организации «правых» к высшей мере наказания с конфискацией имущества. Расстрелян.
15 декабря 1956 года реабилитирован Военной коллегией Верховного Суда БССР. Личное дело № 8173-с хранится в архиве Комитета государственной безопасности Республики Беларусь.